# Ctenoplectra yoshikawai
Ctenoplectra yoshikawai là một loài Hymenoptera trong họ Apidae. Loài này được Hirashima mô tả khoa học năm 1962.